# Bazzania quadrata
Bazzania quadrata là một loài rêu tản trong họ Lepidoziaceae. Loài này được (Colenso) W. Martin & E.A. Hodgs. miêu tả khoa học lần đầu tiên năm 1950.